# Japania argentitibiae
Japania argentitibiae är en stekelart som först beskrevs av Girault 1915.  Japania argentitibiae ingår i släktet Japania och familjen hårstrimsteklar. Inga underarter finns listade i Catalogue of Life.